# Psalm 123
Der 123. Psalm (nach griechischer Zählung der 122.) ist ein Psalm aus dem fünften Buch der Psalmen und gehört in die Reihe der Wallfahrtslieder mit Einflüssen aus der Gattung der Klagelieder eines Einzelnen. 

## Struktur
Der Psalm könnte auf folgende Weise strukturiert werden:
1. Vers 1 f.: Teil 1
  1. Vers 1: Anfang des Gebets des Einzelnen und Beschreibung
  2. Vers 2: Darstellung des Blickens auf Gott anhand des Verhältnisses des Knechtes zum Herrn
2. Vers 3 f.: Teil 2
  1. Vers 3a: Bitte um Erbarmen
  2. Vers 3b f.: Klage über Unterdrücker

## Datierung
Justus Olshausen datiert den Psalm allgemein auf eine Zeit der Not. Hier könne man an die Zeit der syrischen Unterdrückung denken oder einfach an die Lage einer Gemeinde in der Zerstreuung.